# 卢瓦尔河畔库尔
卢瓦尔河畔库尔（法語：Cour-sur-Loire，法語發音：[kuʁ syʁ lwaʁ]）是法国卢瓦-谢尔省的一个市镇，属于布卢瓦区。

## 地理
卢瓦尔河畔库尔（47°39'19"N, 1°25'58"E）面积5.4 平方千米，位于法国中央-卢瓦尔河谷大区卢瓦-谢尔省，该省份为法国中北部省份，北起厄尔-卢瓦省，东北接卢瓦雷省，东南接谢尔省，南至安德尔省，西南接安德尔-卢瓦尔省，西北接萨尔特省。
与卢瓦尔河畔库尔接壤的市镇（或旧市镇、城区）包括：梅纳尔、蒙利沃、米尔桑、圣克洛德德迪赖、叙埃夫尔、维莱尔邦。

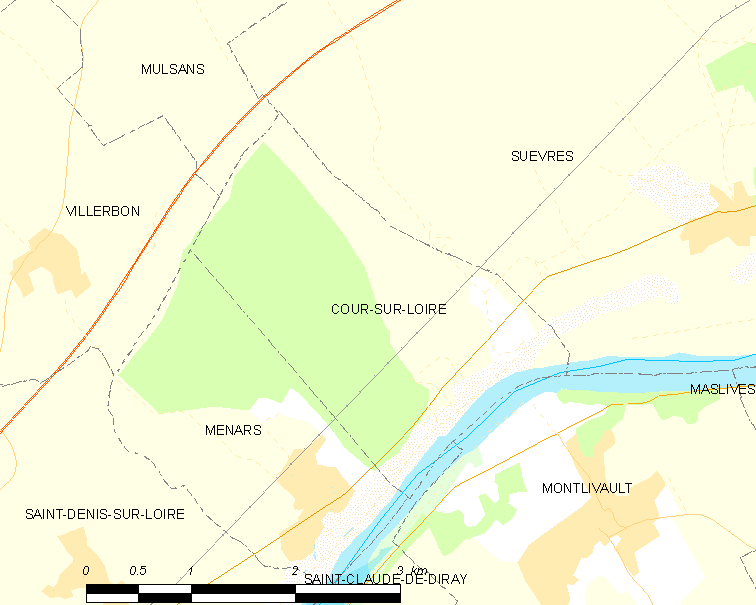
卢瓦尔河畔库尔的OSM定位图

卢瓦尔河畔库尔的时区为UTC+01:00、UTC+02:00（夏令时）。

## 行政
卢瓦尔河畔库尔的邮政编码为41500，INSEE市镇编码为41069。

## 政治
卢瓦尔河畔库尔所属的省级选区为拉博斯县。

## 人口

1962-2008年间卢瓦尔河畔库尔人口变化图示

卢瓦尔河畔库尔于2022年1月1日时的人口数量为252人。